# Čreškova
Čreškova je naselje u slovenskoj Općini Vojniku. Čreškova se nalazi u pokrajini Štajerskoj i statističkoj regiji Savinjskoj. 

## Stanovništvo
Prema popisu stanovništva iz 2002. godine naselje je imalo 111 stanovnika.